# Estación Norte (Trolebús de Quito)
La Estación Norte, también conocida como Estación La Y (no confundir con parada La Y), fue la principal parada integradora del Corredor Trolebús al norte de la ciudad de Quito (Ecuador). Se encontraba ubicada sobre la avenida 10 de Agosto, intersección con Río Cofanes, en la parroquia Rumipamba.
Al tener el carácter de integradora, la estación cumplía la función de interconectar diferentes sistemas de transporte, en este caso las unidades biarticuladas del Trolebús en sí mismo, con los autobuses alimentadores que se dirigían hacia los barrios periféricos de la ciudad. Este servicio de trasbordo mantenía una tarifa también integrada.
Adicionalmente, la estación servía como destino final del sistema de bicicleta pública de la ciudad, denominado BiciQuito, y que empezaba aquí su recorrido hacia el hipercentro y el centro histórico. Tras su cierre el 31 de mayo de 2018, y con el objetivo de mantener el servicio en esta zonas de la ciudad, se inauguró el andén Plaza de Toros en el carril central de la avenida 10 de agosto, esquina con Papallacta.

## Historia
Fue construida durante la administración del alcalde Jamil Mahuad Witt, quien la inauguró el 21 de diciembre de 1996, dentro del marco de la tercera etapa operativa del sistema, que venía funcionando desde marzo únicamente hasta la parada Colón.
Después de veintidós años de servicio, la estación fue cerrada el 31 de mayo de 2018, pasando todos sus servicios y utilidades a la nueva Estación multimodal El Labrador, ubicada a pocas cuadras, en la que actualmente el Trolebús se integra con otros sistemas como el Metro y el Corredor Central Norte, y en el lugar de la antigua estación se abrió la parada convencional Plaza de Toros.
Actualmente el edificio funciona como un patio de retención vehicular de la Agencia Metropolitana de Tránsito, mientras tanto se han hecho propuestas para convertir la antigua estación en un parque.

## Rutas alimentadoras
La estación servía al público con las siguientes rutas alimentadoras, la primera de ellas de integración con el Corredor Ecovía:
| Número | Ruta                               | Años activa |
| Q1     | Estación Norte - Río Coca          | 2005-2018   |
| Q3     | Estación Norte - Rumiñahui         | 1996-2018   |
| Q4     | Estación Norte - Kennedy           | 1996-2018   |
| Q5     | Estación Norte - Comité del Pueblo | 1996-2018   |
| Q6     | Estación Norte - Los Laureles      | 1996-2018   |
| Q10    | Estación Norte - Cotocollao        | 1996-2018   |
| Q18    | Estación Norte - Carcelén          | 2014-2018   |
| Q8     | Estación Norte - Carapungo         | 2005-2011   |
| -      | Estación Norte - Llano Grande      | 2010-2018   |
| -      | Estación Norte - Zabala            | 2010-2018   |